# گورستان اشان
گورستان اشان مربوط به سدهٔ ۱۰ ه.ق است و در شهرستان مراغه، بخش مرکزی، روستای اشان واقع شده و این اثر در تاریخ ۱۴ مرداد ۱۳۸۲ با شمارهٔ ثبت ۹۴۱۵ به‌عنوان یکی از آثار ملی ایران به ثبت رسیده است.